# ピョートル・マルィシェフ
ピョートル・フョードロヴィッチ・マルイシェフ（露: Пётр Фёдорович Малышев、Pyotr_Malyshev, 1898年8月28日– 1972年12月10日）は、第二次世界大戦期のソ連軍中将。